# Џелат
Џелат је особа која обавља смртну казну по налогу државе или другог правног органа, која је била позната у феудалној терминологији као висока правда.

## Обим и посао
Џелатима се обично наређује да изврше смртну казну, већина џелата је то схватала као свој посао. Џелати су најчешће убијали своје жртве кроз две тактике: Прва је била дављење канапом, али неки пут људи су добијали и вешање на сред града. Друга је била одрубљивање главе. Када би џелати давили особу, они би били скроз тихи, због тога су их многи звали "Тихе убице". У Османском царству Џелати су убијали искључиво по наредби Султана, али њихов посао је био да даве жртве, а не да их обезглављују. Џелати су често носили црну одору и црне маске како их неко не би препознао. Џелатима су били одсечене уши и језик, како не би чули вриштање својих жртава, а одсечен језик је био ту како некоме не би рекли шта су урадили.